# Jannika Oksanen
Jannika Oksanen (* 18. Juni 1993) ist eine finnische Tischtennisspielerin.                                                                                                                    
Sie ist Rechtshänderin und verwendet die europäische Shakehand-Schlägerhaltung. Sie nahm bisher (2020) an zwei Europameisterschaften und vier Weltmeisterschaften teil.

## Turnierergebnisse
| Verband | Veranstaltung       | Jahr | Ort       | Land | Einzel     | Doppel     | Mixed      | Team |
| ------- | ------------------- | ---- | --------- | ---- | ---------- | ---------- | ---------- | ---- |
| FIN     | Europameisterschaft | 2019 | Nantes    | FRA  |            |            |            | 35   |
| FIN     | Europameisterschaft | 2013 | Schwechat | AUT  |            |            |            | 26   |
| FIN     | World Tour          | 2018 | Olmütz    | CZE  | letzte 128 |            |            |      |
| FIN     | Pro Tour            | 2011 | Stockholm | SWE  | Qual.      | letzte 32  |            |      |
| FIN     | Pro Tour            | 2011 | Dubai     | UAE  | Qual.      |            |            |      |
| FIN     | Weltmeisterschaft   | 2014 | Tokio     | JPN  |            |            |            | 65   |
| FIN     | Weltmeisterschaft   | 2013 | Paris     | FRA  | Qual.      | letzte 128 | letzte 128 |      |
| FIN     | Weltmeisterschaft   | 2012 | Dortmund  | GER  |            |            |            | 71   |
| FIN     | Weltmeisterschaft   | 2011 | Rotterdam | NED  | Qual.      | letzte 32  | letzte 32  |      |